# Jamaica op de Olympische Zomerspelen 2000
Jamaica nam deel aan de Olympische Zomerspelen 2000 in Sydney, Australië. Het land won in totaal negen medailles, goed voor de 54ste plaats in het medailleklassement.

## Medailleoverzicht
| Sport    | Olympiër                                                                                                | Onderdeel       | Medaille |
| -------- | --- | --------------- | -------- |
| Atletiek | Christopher Williams Danny McFarlane Michael Blackwood Greg Haughton Sanjay Ayre Michael McDonald       | 4x400m (m)      | Zilver   |
| Atletiek | Tayna Lawrence                                                                                          | 100m (v)        | Zilver   |
| Atletiek | Lorraine Graham                                                                                         | 400m (v)        | Zilver   |
| Atletiek | Deon Hemmings                                                                                           | 400m horden (v) | Zilver   |
| Atletiek | Merlene Ottey-Page Veronica Campbell Tanya Lawrence Beverly McDonald Merlene Frazer                     | 4x100m (v)      | Zilver   |
| Atletiek | Catherine Scott-Pomales Deon Hemmings Sandie Richards Lorraine Graham Charmaine Howell Michelle Burgher | 4x400m (v)      | Zilver   |
| Atletiek | Greg Haughton                                                                                           | 400m (m)        | Brons    |
| Atletiek | Merlene Ottey                                                                                           | 100m (v)        | Brons    |
| Atletiek | Beverly McDonald                                                                                        | 200m (v)        | Brons    |

## Deelnemers en resultaten

### Atletiek
| Olympiër                                                                                                | Onderdeel              | Resultaat | Prestatie                                                                                              |
| --- | ---------------------- | --------- | --- |
| Lindel Frater                                                                                           | 100m (m)               | 15e       | serie 10: 2de in 10,45 kwartfinale 3: 4de in 10,23 halve finale 1: 8ste in 10,46                       |
| Pat Jarrett                                                                                             | 100m (m)               | 40e       | serie 9: 3de in 10,41 kwartfinale 4: 8ste in 16,40                                                     |
| Christopher Williams                                                                                    | 100m (m)               | 24e       | serie 11: 1ste in 10,35 kwartfinale 2: 5de in 10,30                                                    |
| Dwight Thomas                                                                                           | 200m (m)               | 19e       | serie 9: 2de in 20,85 kwartfinale 2: 5de in 20,58                                                      |
| Christopher Williams                                                                                    | 200m (m)               | 9e        | serie 6: 1ste in 20,45 kwartfinale 4: 2de in 20,25 halve finale 1: 5de in 20,47                        |
| Ricardo Williams                                                                                        | 200m (m)               | 43e       | serie 4: 5de in 21,09                                                                                  |
| Davian Clarke                                                                                           | 400m (m)               | DNF       | serie 6: 2de in 45,30 kwartfinale 2: 1ste in 45,06 halve finale 2: niet gefinisht                      |
| Greg Haughton                                                                                           | 400m (m)               | Brons     | serie 4: 1ste in 45,63 kwartfinale 3: 2de in 45,08 halve finale 1: 3de in 44,93 finale: 3de in 44,70   |
| Danny McFarlane                                                                                         | 400m (m)               | 7e        | serie 3: 2de in 45,84 kwartfinale 2: 4de in 45,40 halve finale 2: 5de in 45,38 finale: 7de in 45,55    |
| Marvin Watts                                                                                            | 800m (m)               | 20e       | serie 4: 8ste in 1.59,97 halve finale 3: 8ste in 1.47,68                                               |
| Robert Foster                                                                                           | 110m horden (m)        | 38e       | serie 2: 7de in 14,33                                                                                  |
| Dinsdale Morgan                                                                                         | 400m horden (m)        | 22e       | serie 3: 2de in 49,64 halve finale 3: 7de in 50,23                                                     |
| Kemel Thompson                                                                                          | 400m horden (m)        | 30e       | serie 7: 4de in 50,40                                                                                  |
| Ian Weakley                                                                                             | 400m horden (m)        | 55e       | serie 6: 8ste in 52,18                                                                                 |
| Llewelyn Bredwood Lindel Frater Donovan Powell Dwight Thomas Christopher Williams                       | 4x100m (m)             | 4e        | serie 2: 4de in 38,97 halve finale 1: 2de in 38,27 (NR) finale: 4de in 38,20 (NR)                      |
| Christopher Williams Danny McFarlane Michael Blackwood Greg Haughton Sanjay Ayre Michael McDonald       | 4x400m (m)             | Zilver    | serie 1: 1ste in 3.03,85 halve finale 1: 2de in 2.58,84 finale: 2de in 2.58,78                         |
| James Beckford                                                                                          | verspringen (m)        | 14e       | kwalificatie groep B: 9de met 7,98m                                                                    |
| Claston Bernard                                                                                         | tienkamp (m)           | DNF       | niet gefinisht                                                                                         |
| |                        |           | |
| Tayna Lawrence                                                                                          | 100m (v)               | Zilver    | serie 10: 2de in 11,14 kwartfinale 2: 3de in 11,11 halve finale 2: 3de in 11,12 finale: 2de in 11,18   |
| Beverly McDonald                                                                                        | 100m (v)               | 10e       | serie 3: 2de in 11,36 kwartfinale 3: 4de in 11,26 halve finale 2: 6de in 11,31                         |
| Merlene Ottey-Page                                                                                      | 100m (v)               | Brons     | serie 9: 1ste in 11,24 kwartfinale 1: 1ste in 11,08 halve finale 1: 1ste in 11,22 finale: 3de in 11,19 |
| Juliet Campbell                                                                                         | 200m (v)               | 26e       | serie 2: 4de in 23,18 kwartfinale 4: 7de in 23,34                                                      |
| Beverly McDonald                                                                                        | 200m (v)               | Brons     | serie 5: 1ste in 22,50 kwartfinale 1: 1ste in 22,44 halve finale 1: 3de in 22,70 finale: 3de in 22,35  |
| Astia Walker                                                                                            | 200m (v)               | DNF       | serie 6: 4de in 23,30 kwartfinale 3: niet gefinisht                                                    |
| Lorraine Graham                                                                                         | 400m (v)               | Zilver    | serie 6: 3de in 51,65 kwartfinale 3: 1ste in 50,66 halve finale 1: 1ste in 50,28 finale: 2de in 49,58  |
| Sandie Richards                                                                                         | 400m (v)               | 9e        | serie 5: 2de in 51,86 kwartfinale 2: 4de in 51,00 halve finale 2: 5de in 50,42                         |
| Charmaine Howell                                                                                        | 800m (v)               | 13e       | serie 3: 5de in 2.01,14 halve finale 1: 7de in 2.00,63                                                 |
| Madrea Hyman                                                                                            | 1500m (v)              | 13e       | serie 1: 10de in 4.10,21 halve finale 2: 11de in 4.14,20                                               |
| Delloreen Ennis-London                                                                                  | 100m horden (v)        | 4e        | serie 1: 1ste in 12,88 kwartfinale 2: 4de in 12,80 halve finale 1: 4de in 12,90 finale: 4de in 12,80   |
| Brigitte Foster-Hylton                                                                                  | 100m horden (v)        | 8e        | serie 5: 2de in 12,75 kwartfinale 3: 3de in 12,88 halve finale 2: 2de in 12,70 finale: 8ste in 13,49   |
| Michelle Freeman                                                                                        | 100m horden (v)        | 22e       | serie 2: 3de in 12,99 kwartfinale 1: 7de in 13,52                                                      |
| Patrina Allen                                                                                           | 400m horden (v)        | 29e       | serie 5: 7de in 59,36                                                                                  |
| Deon Hemmings                                                                                           | 400m horden (v)        | Zilver    | serie 3: 1ste in 55,44 halve finale 1: 1ste in 54,00 finale: 2de in 53,45                              |
| Catherine Pomales-Scott                                                                                 | 400m horden (v)        | 14e       | serie 2: 5de in 56,17 halve finale 2: 8ste in 55,78                                                    |
| Merlene Ottey-Page Veronica Campbell Tanya Lawrence Beverly McDonald Merlene Frazer                     | 4x100m (v)             | Zilver    | serie 2: 1ste in 42,46 halve finale 2: 1ste in 42,15 finale: 2de in 42,13                              |
| Catherine Scott-Pomales Deon Hemmings Sandie Richards Lorraine Graham Charmaine Howell Michelle Burgher | 4x400m (v)             | Zilver    | serie 2: 2de in 3.25,65 finale: 2de in 3.23,65                                                         |
| Lacena Golding-Clarke                                                                                   | verspringen (v)        | 22e       | kwalificatie groep A: 10de met 6,39m                                                                   |
| Elva Goulbourne                                                                                         | verspringen (v)        | 9e        | kwalificatie groep A: 2de met 6,68m finale: 9de met 6,43m                                              |
| Keisha Spencer                                                                                          | hink-stap-springen (v) | 23e       | kwalificatie groep B: 10de met 13,49m                                                                  |
| Karen Beautle                                                                                           | hoogspringen (v)       | DNF       | kwalificatie groep A: geen geldige poging                                                              |
| Olivia McKoy                                                                                            | speerwerpen (v)        | 21e       | kwalificatie groep B: 13de met 56,36m                                                                  |

### Triatlon
| Olympiër    | Onderdeel | Resultaat | Prestatie  |
| ----------- | --------- | --------- | ---------- |
| Iona Wynter | vrouwen   | 34e       | 2:10.24,69 |

### Zeilen
| Olympiër                  | Onderdeel | Resultaat | Prestatie                                    |
| ------------------------- | --------- | --------- | -------------------------------------------- |
| Andrew Gooding Sean Nunes | 470 (m)   | 25e       | 164 punten: (22-25-14-15-9-27-2127-18-14-26) |

### Zwemmen
| Olympiër         | Onderdeel           | Resultaat | Prestatie                                                |
| ---------------- | ------------------- | --------- | -------------------------------------------------------- |
| Angelia Chuck    | 50m vrije slag (v)  | 49e       | serie 4: 2de in 47,48                                    |
| Janelle Atkinson | 400m vrije slag (v) | 4e        | serie 3: 3de in 4.09,61 (NR) finale: 4de in 4.08,79 (NR) |
| Janelle Atkinson | 800m vrije slag (v) | 9e        | serie 4: 4de in 8.34,51 (NR)                             |

Albanië · Algerije · Amerikaanse Maagdeneilanden · Amerikaans-Samoa · Andorra · Angola · Antigua en Barbuda · Argentinië · Armenië · Aruba · Australië · Azerbeidzjan · Bahama's · Bahrein · Bangladesh · Barbados · België · Belize · Benin · Bermuda · Bhutan · Bolivia · Bosnië en Herzegovina · Botswana · Brazilië · Britse Maagdeneilanden · Brunei · Bulgarije · Burkina Faso · Burundi · Cambodja · Canada · Centraal-Afrikaanse Republiek · Chili · China · Chinees Taipei · Colombia · Comoren · Congo-Brazzaville · Congo-Kinshasa · Cookeilanden · Costa Rica · Cuba · Cyprus · Denemarken · Djibouti · Dominica · Dominicaanse Republiek · Duitsland · Ecuador · Egypte · El Salvador · Equatoriaal-Guinea · Eritrea · Estland · Ethiopië · Fiji · Filipijnen · Finland · Frankrijk · Gabon · Gambia · Georgië · Ghana · Grenada · Griekenland · Groot-Brittannië · Guam · Guatemala · Guinee · Guinee‑Bissau · Guyana · Haïti · Honduras · Hongarije · Hongkong · Ierland · IJsland · India · Indonesië · Irak · Iran · Israël · Italië · Ivoorkust · Jamaica · Japan · Jemen · Joegoslavië · Jordanië · Kaaimaneilanden · Kaapverdië · Kameroen · Kazachstan · Kenia · Kirgizië · Koeweit · Kroatië · Laos · Lesotho · Letland · Libanon · Liberia · Libië · Liechtenstein · Litouwen · Luxemburg · Macedonië · Madagaskar · Malawi · Malediven · Maleisië · Mali · Malta · Marokko · Mauritanië · Mauritius · Mexico · Micronesië · Moldavië · Monaco · Mongolië · Mozambique · Myanmar · Namibië · Nauru · Nederland · Nederlandse Antillen · Nepal · Nicaragua · Nieuw-Zeeland · Niger · Nigeria · Noord-Korea · Noorwegen · Oeganda · Oekraïne · Oezbekistan · Oman · Oostenrijk · Pakistan · Palau · Palestina · Panama · Papoea-Nieuw-Guinea · Paraguay · Peru · Polen · Portugal · Puerto Rico · Qatar · Roemenië · Rusland · Rwanda · Saint Kitts en Nevis · Saint Lucia · Saint Vincent en Grenadines · Salomonseilanden · Samoa · San Marino ·  Sao Tomé en Principe · Saoedi-Arabië · Senegal · Seychellen · Sierra Leone · Singapore · Slovenië · Slowakije · Soedan · Somalië · Spanje · Sri Lanka · Suriname · Swaziland · Syrië · Tadzjikistan · Tanzania · Thailand · Togo · Tonga · Trinidad en Tobago · Tsjaad · Tsjechië · Tunesië · Turkije · Turkmenistan · Uruguay · Vanuatu · Venezuela · Verenigde Arabische Emiraten · Verenigde Staten · Vietnam · Wit-Rusland · Zambia · Zimbabwe · Zuid-Afrika · Zuid-Korea · Zweden · Zwitserland · Individuele olympische atleten